# Nejlepší R&B videoklip
Nejlepší R&B videoklip je kategorie MTV Video Music Awards. Zde je přehled všech dosavadních vítězůl.
| Rok  | Umělec                                            | Video                  |
| ---- | ------------------------------------------------- | ---------------------- |
| 1993 | En Vogue                                          | "Free Your Mind"       |
| 1994 | Salt-N-Pepa feat. En Vogue                        | "Whatta Man"           |
| 1995 | TLC                                               | "Waterfalls"           |
| 1996 | The Fugees                                        | "Killing Me Softly"    |
| 1997 | Puff Daddy & The Family feat. Faith Evans and 112 | "I'll Be Missing You"  |
| 1998 | Wyclef Jean feat. Refugee Allstars                | "Gone Till November"   |
| 1999 | Lauryn Hill                                       | "Doo Wop (That Thing)" |
| 2000 | Destiny's Child                                   | "Say My Name"          |
| 2001 | Destiny's Child                                   | "Survivor"             |
| 2002 | Mary J. Blige                                     | "No More Drama"        |
| 2003 | Beyoncé feat. Jay-Z                               | "Crazy in Love"        |
| 2004 | Alicia Keys                                       | "If I Ain't Got You"   |
| 2005 | Alicia Keys                                       | "Karma"                |
| 2006 | Beyoncé feat. Slim Thug a Bun B                   | "Check on It"          |